# 東浅羽村
東浅羽村（ひがしあさばむら）は静岡県の西部、山名郡・磐田郡に属していた村である。袋井市南東部、弁財天川右岸域にあたる。

## 地理
- 河川：弁財天川

## 歴史
- 1889年（明治22年）4月1日 - 町村制の施行により松原村、梅山村、新堀村、初越村が合併して山名郡東浅羽村が発足。
- 1896年（明治29年）4月1日 - 郡制の施行により所属郡が磐田郡に変更。
- 1955年（昭和30年）3月31日 - 幸浦村・西浅羽村・上浅羽村と合併して浅羽村が発足。同日東浅羽村廃止。

## 出身有名人
- 浅羽佐喜太郎